# RMS Atlantic
RMS Atlantic a fost un transatlantic (un vapor de linie) construit de firma [
maritimă]] White Star Line.